# Limonia platyptera
Limonia platyptera är en tvåvingeart som först beskrevs av Pierre Justin Marie Macquart 1826.
Limonia platyptera ingår i släktet Limonia och familjen småharkrankar. Inga underarter finns listade i Catalogue of Life.